# Heinrich Hertz
Heinrich Rudolf Hertz (Hanh-rích Ru-đóp Héc, 22 tháng 2 năm 1857 - 1 tháng 1 năm 1894) là một nhà vật lý người Đức, là người làm sáng tỏ và mở rộng lý thuyết điện từ của ánh sáng đã được đề ra bởi James Clerk Maxwell. Ông là người đầu tiên chứng minh thỏa đáng sự tồn tại của sóng điện từ bằng cách chế tạo một thiết bị để phát và thu sóng vô tuyến VHF hay UHF. Tên của ông được dùng đặt tên cho đơn vị đo tần số Hertz viết tắt là Hz.

## Tiểu sử

### Thời niên thiếu
Hertz được sinh ra tại Hamburg, Đức, trong một gia đình thịnh vượng và văn hóa. Cha ông, Gustav Ferdinand Hertz, là một luật sư và về sau là một thượng nghị sĩ. Mẹ ông là Anna Pfefferkorn Elisabeth. Ông có ba anh em trai và một em gái.
Trong khi theo học tại Gelehrtenschule des Johanneums ở Hamburg, ông đã cho thấy một tài năng về khoa học cũng như về ngôn ngữ trong việc học tập tiếng Ả Rập và tiếng Phạn. Ông học khoa học và kỹ thuật trong các thành phố của Đức như Dresden, Đại học Kỹ thuật Munich và Đại học Humboldt Berlin, là nơi ông theo học với Gustav R. Kirchhoff và Hermann von Helmholtz.
Năm 1880, Hertz nhận bằng tiến sĩ từ Đại học Berlin, và ở lại để nghiên cứu sau tiến sĩ với sự giúp đỡ của Helmholtz.
Năm 1883, Hertz là giảng viên vật lý lý thuyết tại Đại học Kiel.
Năm 1885, Hertz trở thành một giáo sư tại Đại học Karlsruhe, nơi ông tìm ra sóng điện từ.

### Khí tượng học
Hertz luôn có một sự quan tâm sâu sắc đến khí tượng học có lẽ bắt nguồn từ mối quan hệ giữa ông với Wilhelm von Bezold (giáo sư của Hertz trong một phòng thí nghiệm tại Đại học Kỹ thuật Munich trong mùa hè năm 1878). Tuy nhiên, Hertz đã không đóng góp nhiều đến lĩnh vực này ngoại trừ một số bài báo đầu tay như là một trợ lý của Helmholtz tại Berlin.

### Nghiên cứu điện
Hertz đã giúp thiết lập hiệu ứng quang điện (mà sau này được giải thích bởi Albert Einstein) khi ông nhận thấy rằng một vật nhiễm điện âm khi được chiếu sáng bởi tia cực tím thì bị giảm bớt điện tích âm. Năm 1887, ông đã nghiên cứu các hiệu ứng quang điện của việc phát và thu sóng điện từ,được xuất bản trong tạp chí Annalen der Physik. Máy thu của ông bao gồm một cuộn dây với một khe phát tia lửa điện, và rồi một tia lửa sẽ được nhìn thấy khi thu sóng điện từ. Ông đặt bộ máy trong một hộp tối để quan sát tia lửa tốt hơn. Ông thấy rằng các tia lửa có chiều dài tối đa đã được giảm khi trong hộp. Một ô kính đặt giữa nguồn phát ra sóng điện từ và máy thu nhận được tia cực tím để đẩy các điện tử nhảy qua khe hở.
Khi loại bỏ ô kính, các tia lửa có chiều dài tăng lên. Ông quan sát thấy không có sự giảm chiều dài tia lửa khi ông thay thế thủy tinh bằng thạch anh.Sau đó Hertz ký kết tháng của ông về nghiên cứu và báo cáo kết quả thu được. Ông không tiếp tục theo đuổi nghiên cứu về hiệu ứng này, và không hề thực hiện bất kỳ nỗ lực nào nhằm giải thích hiện tượng quan sát được.
Đầu năm 1886, Hertz đã phát triển thiết bị thu sóng ăng ten hertz. Đây là tập hợp các thiết bị đầu cuối mà không xây dựng trên các hoạt động điện của nó. Ông cũng phát triển một loại hình truyền của lưỡng cực ăngten, một phần tử chủ đạo trong việc phát sóng vô tuyến UHF. Các ăngten này xuất phát từ một quan điểm lý thuyết đơn giản. Năm 1887, Hertz thử nghiệm với sóng vô tuyến trong phòng thí nghiệm của ông. Hertz đã sử dụng một cuộn dây cảm ứng (cuộn dây Ruhmkorff) -hướng khe phóng tia lửa điện và một dâu kim loại dài 1 mét như một bộ tản nhiệt. Công suất các phần tử được điều chỉnh sao cho có cộng hưởng điện. Máy thu của ông, một tiền thân của ăng ten lưỡng cực, đơn giản là một nửa của ăngten lưỡng cực dùng để thu sóng ngắn.
Qua thử nghiệm, ông đã chứng minh rằng sóng điện từ là sóng ngang và có thể truyền được trong chân không với tốc độ ánh sáng. Điều này đã được dự đoán bởi James Clerk Maxwell và Michael Faraday. Với cấu tạo thiết bị của ông, điện từ trường sẽ thoát ra khỏi dây, lan truyền vào không gian. Hertz đã gây một dao động khoảng 12 mét đến một tấm kẽm để tạo sóng dừng. Mỗi làn sóng khoảng 4 mét. Sử dụng máy dò, ông ghi lại biên độ, hướng của các sóng thành phần. Hertz cũng đo sóng Maxwell và chứng minh rằng vận tốc của sóng vô tuyến bằng vận tốc ánh sáng.
Hertz cũng thấy rằng sóng vô tuyến có thể được truyền qua các loại vật liệu, và được phản xạ bởi những vật thể khác, tiền thân của rađa.
Hertz đã không nhận ra tầm quan trọng các thí nghiệm của ông. Ông cho rằng nó không hữu dụng, các thí nghiệm chỉ để chứng tỏ là Maxwell đã đúng.
Năm 1892, Hertz đã bắt đầu thử nghiệm và chứng minh rằng tia âm cực có thể xâm nhập lá kim loại rất mỏng (như nhôm). Philipp Lenard, một học sinh của Heinrich Hertz, tiếp tục những nghiên cứu về hiệu ứng tia sáng. Ông đã phát triển một loại ống catod và nghiên cứu sự xâm nhập của tia X vào các vật liệu khác nhau. Tuy nhiên, Philipp Lenard đã không nhận ra rằng ông đã tạo ra được tia X. Sau đó, Hermann von Helmholtz xây dựng phương trình toán học cho tia X, trước khi Wilhelm Conrad Röntgen phát hiện được và thông báo về loại tia mới này. Nó được hình thành trên cơ sở của lý thuyết điện từ của ánh sáng. Tuy nhiên, ông đã không làm việc một cách thực tế với tia X.

### Qua đời ở tuổi 36
Năm 1892, Hertz được chẩn đoán nhiễm trùng và phải trải qua một số hoạt động để chữa các bệnh tật. Ông qua đời vì bệnh u hạt wegener ở tuổi 36 tại Bonn, Đức vào năm 1894, và được chôn cất tại Ohlsdorf, Hamburg tại nghĩa trang của người Do Thái.
Vợ của ông, Elizabeth Hertz (tên thời con gái: Elizabeth Doll), đã không tái hôn. Heinrich Hertz có 2 con gái, Joanna và Mathilde. Sau đó, cả 3 phụ nữ này rời Đức vào những năm 1930 đến Anh, sau khi sự nổi lên của Adolf Hitler. Con gái của Heinrich Hertz không bao giờ kết hôn và ông không có con cháu, theo cuốn sách của Susskind.

### Di sản
Đơn vị SI hertz (Hz) được thành lập để vinh danh ông bởi IEC vào năm 1930, cho tần số, một phép đo số lần mà lặp đi lặp lại của một sự kiện xảy ra trên một đơn vị thời gian (còn được gọi là "chu kỳ mỗi giây" (dao động / giây). Nó đã được thông qua bởi CGPM (Hội nghị Générale des Poids et mesures) năm 1964.
Năm 1969, ở Đông Đức, đã có một sự kiện tưởng niệm Heinrich Hertz. Huy chương Heinrich Hertz được thành lập vào năm 1987, trao hàng năm cho một cá nhân có thành tích về lý thuyết hoặc thực nghiệm trong khoa học tự nhiên.
Heinrich Hertz đã được vinh danh bởi một số quốc gia trên thế giới trong vấn đề bưu chính của họ và trong Chiến tranh thế giới lần thứ hai. Ông đã xuất hiện trên các con dấu khác nhau của Đức.

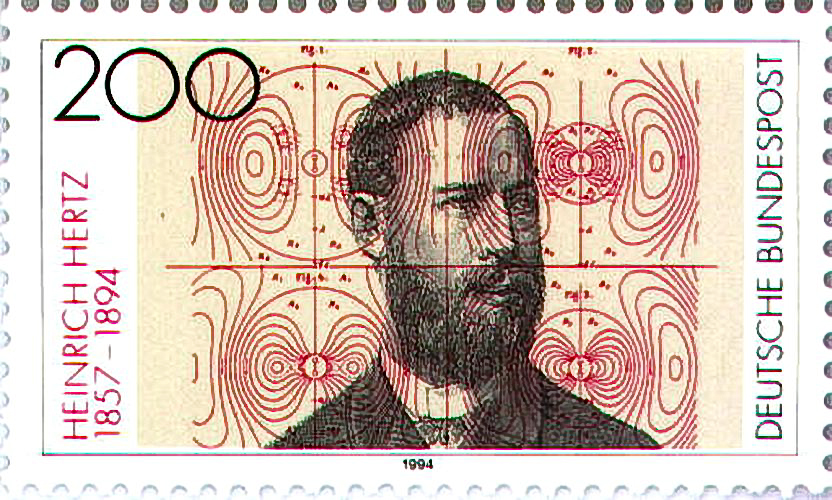
Heinric Hertz

|  |  |  |  |  |